# Natalja Tjigirinova
Natalja Romanovna Tjigirinova (russisk: Чигиринова, Наталья Романовна tr. Natalja Romanovna Tjigirinova ; født 20. juli 1993 i Toljatti, Rusland) er en russisk håndboldspiller, som spiller i CSKA Moskva.